# Ramanujans thetafunktion
Ramanujans thetafunktion är en generalisering av Jacobis thetafunktion. Funktionen är uppkallad efter Srinivasa Ramanujan.

## Definition
Ramanujans thetafunktion definieras som
{\displaystyle f(a,b)=\sum _{n=-\infty }^{\infty }a^{n(n+1)/2}\;b^{n(n-1)/2}}
då |ab| < 1. Jacobis trippelprodukt tar då formen
{\displaystyle f(a,b)=f(b,a)=(-a;ab)_{\infty }\;(-b;ab)_{\infty }\;(ab;ab)_{\infty }}
där {\displaystyle (a;q)_{n}} är q-Pochhammersymbolen. Tre viktiga specialfall av Ramanujans thetafunktion är
{\displaystyle f(q,q)=\sum _{n=-\infty }^{\infty }q^{n^{2}}={(-q;q^{2})_{\infty }^{2}(q^{2};q^{2})_{\infty }}}
och 
{\displaystyle f(q,q^{3})=\sum _{n=0}^{\infty }q^{n(n+1)/2}={(q^{2};q^{2})_{\infty }}{(-q;q)_{\infty }}}
och
{\displaystyle f(-q):=f(-q,-q^{2})=\sum _{n=-\infty }^{\infty }(-1)^{n}q^{n(3n-1)/2}=(q;q)_{\infty }}

## Speciella värden
{\displaystyle \varphi \left(e^{-\pi }\right)={\frac {\sqrt[{4}]{\pi }}{\Gamma ({\frac {3}{4}})}}}
{\displaystyle \varphi \left(e^{-2\pi }\right)={\frac {\sqrt[{4}]{6\pi +4{\sqrt {2}}\pi }}{2\Gamma ({\frac {3}{4}})}}}
{\displaystyle \varphi \left(e^{-3\pi }\right)={\frac {\sqrt[{4}]{27\pi +18{\sqrt {3}}\pi }}{3\Gamma ({\frac {3}{4}})}}}
{\displaystyle \varphi \left(e^{-4\pi }\right)={\frac {{\sqrt[{4}]{8\pi }}+2{\sqrt[{4}]{\pi }}}{4\Gamma ({\frac {3}{4}})}}}
{\displaystyle \varphi \left(e^{-5\pi }\right)={\frac {\sqrt[{4}]{225\pi +100{\sqrt {5}}\pi }}{5\Gamma ({\frac {3}{4}})}}}
{\displaystyle \varphi \left(e^{-6\pi }\right)={\frac {{\sqrt[{3}]{3{\sqrt {2}}+3{\sqrt[{4}]{3}}+2{\sqrt {3}}-{\sqrt[{4}]{27}}+{\sqrt[{4}]{1728}}-4}}\cdot {\sqrt[{8}]{243{\pi }^{2}}}}{6{\sqrt[{6}]{1+{\sqrt {6}}-{\sqrt {2}}-{\sqrt {3}}}}{\Gamma ({\frac {3}{4}})}}}}